# Москвина, Ксения Леонидовна
Ксе́ния Леони́довна Москвина́ (29 мая 1989, Челябинск, СССР) — российская пловчиха, чемпионка Европы на короткой воде, участница Олимпийских игр.

## Карьера
На Олимпийских играх 2008 года Ксения участвовала в заплывах на 100 метров на спине и в комбинированной эстафете 4×100 метров. В плавании на спине Москвина не смогла пройти полуфинал, в эстафете вместе с Юлией Ефимовой, Натальей Сутягиной и Анастасией Аксёновой вышла в финал, где её заменила Анастасия Зуева и сборная России заняла 5-е место.
В 2009 Ксения выиграла бронзу Универсиады в комбинированной эстафете 4×100 метров и три медали на чемпионате Европы на короткой воде: золото и две бронзы.
14 марта 2013 года российское антидопинговое агентство и всероссийская федерация плавания дисквалифицировали Москвину на 6 лет за повторное нарушение антидопинговых правил.